# Banque française commerciale Océan Indien
Banque française commerciale Océan Indien (BFC) est une banque active dans les principaux territoires de la République française dans le sud-ouest de l'océan Indien, c'est-à-dire La Réunion et Mayotte. Elle est détenue à parts égales par la Société générale et par la Mauritius Commercial Bank, actionnaire depuis 1992.

## Histoire
La Banque franco-chinoise appartenant à la Banque d'Indochine devient la Banque française commerciale en 1960. Après avoir développé son réseau en France Métropolitaine, la BFC ouvre en 1976 sa première agence à La Réunion et à Mayotte.
En 1992, The Mauritius Commercial Bank (MCB), leader de la zone Océan Indien, rachète la BFC. Nathalie Palladitcheff devient directrice des affaires financières et du contrôle de gestion en 1997.
La Société générale, 6e groupe bancaire de la zone Euro, devient actionnaire de la BFC en 2003, à parité avec la MCB, et en contrôle le management. 
La BFC intègre alors le réseau du pôle Banque et Services financiers internationaux (IBFS) de la Société générale, réseau qui comprend près de 1 300 agences dans 31 pays et compte plus de 5 millions de clients.